# 土库曼斯坦
土库曼斯坦是中亞西南部的內陸國，西鄰裏海，北東南分別與哈萨克斯坦、乌兹别克斯坦、阿富汗和伊朗接壤，面積49萬平方公里，是僅次於哈薩克斯坦的中亞第二大國家，約80％的國土被卡拉庫姆沙漠覆蓋。1991年宣布從蘇聯獨立，土庫曼斯坦也是亞洲唯一的永久中立國，石油天然氣資源豐富。

## 歷史
公元前3000年，土库曼境內出現階級社會。约公元前2000年，以饲养马匹的古伊朗部落斯基泰人漂流至此。公元前600年左右後，先后被阿契美尼德王朝、塞琉古帝国、大夏統治。後來被安息帝國之阿尔沙克王朝（前247年—224年）統治，期間又被贵霜帝国入侵。
7世紀，阿拉伯人征服土库曼後，當地人民逐漸改信伊斯蘭教。烏古斯人在8-9世紀來到這裡。
蒙古帝国在1219年—1221年征服花剌子模後，土库曼归属察合台汗国。1370年—1506年，帖木儿帝国时代，才基本形成土库曼民族。
16世紀到17世紀，隸屬希瓦汗國和布哈拉汗國。19世紀60—70年代，併入俄罗斯帝国。
1917年底，主要領土併入突厥斯坦蘇維埃社會主義自治共和國，屬俄羅斯聯邦。1924年10月，成立土库曼蘇維埃社會主義共和國，成為蘇聯加盟共和國，由土庫曼共產黨實行一黨執政。
1991年10月27日，宣佈獨立，改国名为“土库曼斯坦”，同年12月21日，加入獨立國家聯合體。蘇聯解體後，土库曼斯坦成為獨立的國家。1995年12月12日，聯合國正式承認土库曼斯坦為永久中立國。土庫曼斯坦總統薩帕爾穆拉特·尼亞佐夫于1999年12月成為終身總統，實行獨裁統治。2005年8月26日，在喀山會議上宣佈降級為獨立國家聯合體準會員國:19。
在任期间，尼亞佐夫被尊稱为土库曼巴希，他在國內推行個人崇拜，於1994年起修改該國的憲法，逐步將自己行使的總統權力擴大，在1999年獲無限期執行總統職權；傚法古羅馬獨裁官尤利烏斯·凱撒更改12個月份名稱—自己名字是一月，母親名字是四月，如此類同。2005年2月，尼亞佐夫宣佈放棄終身總統地位的待遇，並將下屆總統選舉定在2010年舉行，而尼亞佐夫本人在2006年12月21日因心臟驟停而逝世，享年67歲:19。随后，部長會議副主席古爾班古力·別迪穆罕默多夫成為代總統。
2007年2月11日，舉行新的總統選舉。最終由代總統別迪穆罕默多夫當選。
2020年，全球 COVID 疫情自中國武漢爆發，土庫曼政府拒絕承認病毒的存在，沒有公告任何病例。
2022年3月12日，土庫曼斯坦總統古爾班古力·別迪穆罕默多夫之子、部長會議副主席謝爾達爾·別爾德穆哈梅多夫在總統選舉中成功當選，繼承其父親的總統職位。

## 政治

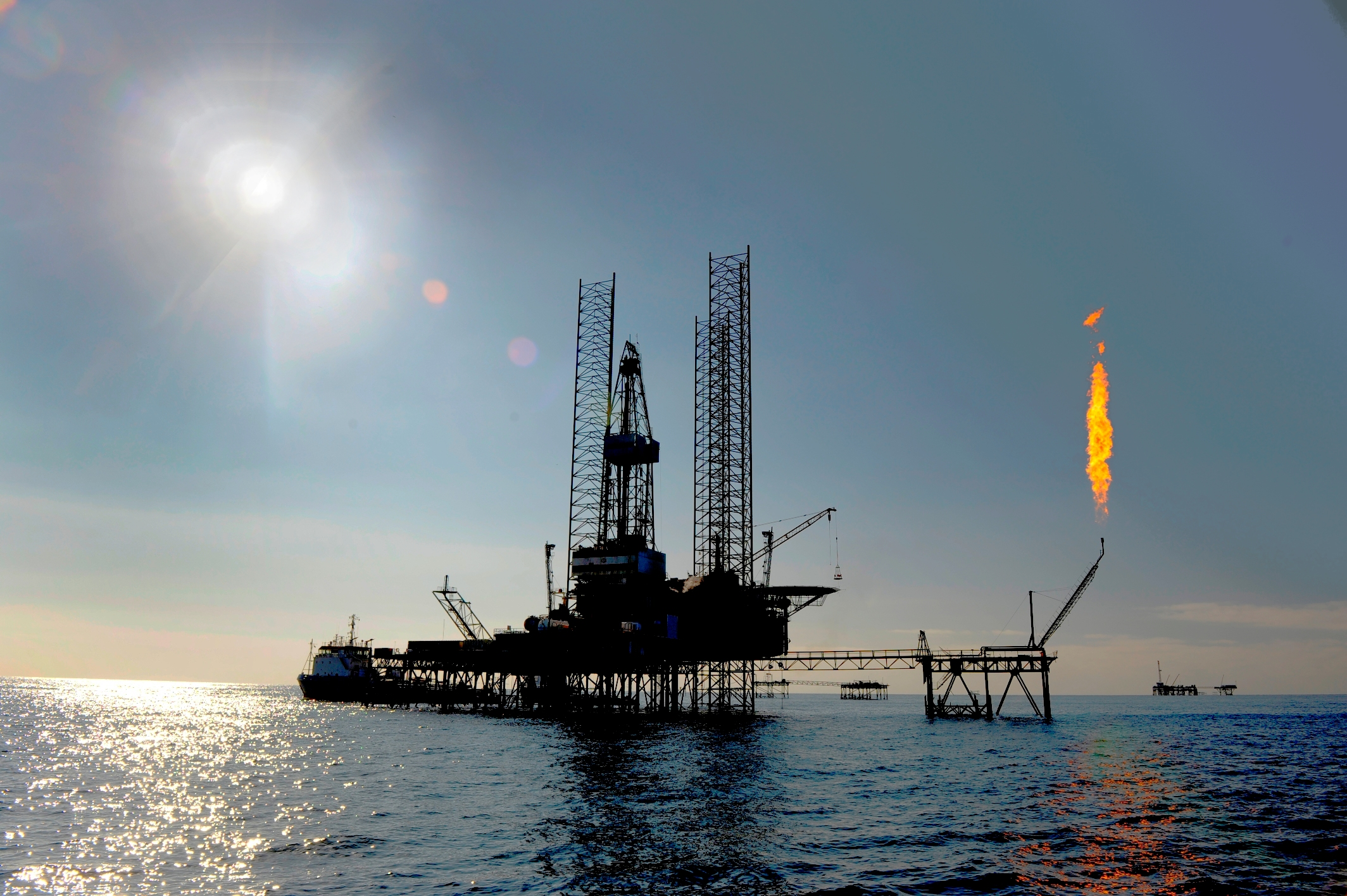
油田是土國一大經濟來源

土库曼斯坦的前身為蘇聯的一個中亞地區加盟共和國，在1991年蘇聯解體之后，成为獨立國家，實行總統制。自1985年加盟共和國時期就出任當時的土库曼共产党中央第一書記的薩帕爾穆拉特·阿塔耶維奇·尼亞佐夫，在1991年12月繼任土库曼斯坦總統，隨即將擁護其執政的土库曼共產黨改名為土库曼斯坦民主黨，落實該黨配合土库曼斯坦政府的施政和政治立場。獨立後的土庫曼斯坦雖然有加入獨立國家國協，然而該國從未批准過國協憲章，目前是以聯繫國身份參與該組織。
土庫曼總統為國家元首兼政府首腦，同時兼任部長會議主席（總理）。土库曼斯坦现任总统为謝爾達爾·別爾德穆哈梅多夫，他于2022年3月19日起出任，承繼其父親庫爾班古力·別爾德穆哈梅多夫的職位。
土库曼斯坦议会，与土库曼斯坦人民委员会共同组成土库曼斯坦两院制国家立法机构。议会由125名议员组成，每届议会任期5年。议会由议长、副议长领导，下设5个委员会，分别为维护人权和自由委员会，科学教育和文化委员会，经济和社会政策委员会，国际和议会交流委员会，地方代表权力和自治机构工作委员会。委员会分为常设与非常设委员会。
在土库曼斯坦，除非得到政府批准，政治集會是非法的。自独立以来，土庫曼斯坦在名義上是一個由「土庫曼斯坦民主黨」一党執政，但實際上民主發展没有任何進展，土库曼斯坦多年來的民主指數低於2.0，屬於獨裁政體。2014年，土库曼斯坦议会通过了《土库曼斯坦反腐败法》，其中规定了反腐败的基本原则，打击腐败的法律和组织框架，预防腐败，消除有助于实施与腐败有关的犯罪的原因和条件，并消除其后果。尽管如此，2021年1月，土库曼斯坦的清廉印象指數在180个参评国家及地区中排名第165，是世界上二十個貪腐程度最高的國家之一。

### 外交
1995年12月12日，聯合國承認土库曼斯坦為永久中立國，土庫曼和全球157個國家建立外交關係，但除了哈薩克及烏茲別克邊界州分居民外並無給予世界上任何國家地區一般護照持有人免簽優惠，因此到訪土庫曼必須預先簽證，土庫曼政府亦不歡迎外國媒體到土庫曼進行拍攝、採訪。土库曼斯坦奉行中立國和全方位外交政策，故此土库曼政府領導層和民間團體向來只是選擇性地參加區域聯盟活動，该国现为伊斯蘭合作組織成员国、独联体附屬成員國以及上海合作组织參會客人。土库曼斯坦並没跟鄰近的中亞新興國家一样，在獨立之後於中國、美國或俄罗斯之間左右逢源，反而由於土库曼斯坦與伊朗在能源運輸上有很多大型合作项目，令土、美兩國關係並不緊密。而土库曼斯坦和俄羅斯亦因歷史淵源而在經濟和軍事聯繫上有著糾纏不清的關係。

## 行政區劃
土库曼斯坦行政區劃包括5個州:204和1個直轄市，5個州之下有16個市和46個區。
| 直辖市（1个） 州（5个） |

| - 1）阿哈爾州（安納烏） - 2）巴爾坎州（巴爾坎納巴德） - 3）达绍古兹州（达绍古兹） - 4）列巴普州（土库曼納巴德） - 5）馬雷州（馬雷） |

## 地理

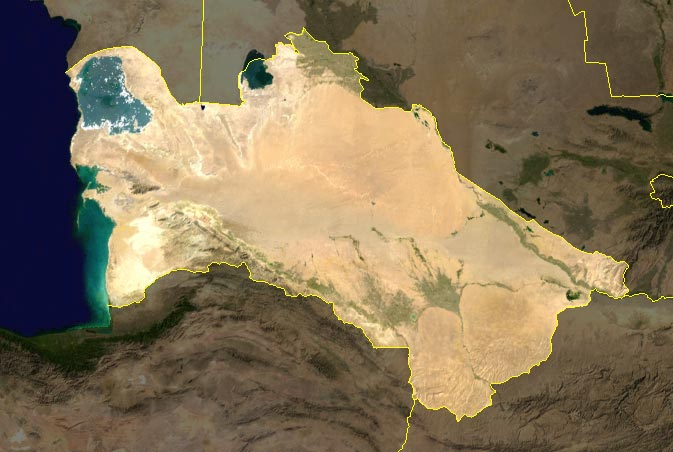
土库曼斯坦的衛星地形圖

土库曼斯坦位於伊朗以北，東南面和阿富汗接壤、東北面與乌兹别克斯坦為鄰、西北面是哈萨克斯坦，西邊毗鄰鹹水湖裏海，是一個內陸國家。面積49.12萬平方公里，是僅次於哈薩克的第二个最大中亞國家；在全世界排名第52，比西班牙略小。
土库曼斯坦全境大部是低地，平原多在海拔200米以下，80%的領土被卡拉庫姆沙漠覆蓋，餘下的大多數都屬於橫跨土库曼斯坦、烏茲別克及哈薩克的圖蘭低地的範圍。南部和西部為科佩特山脈和帕羅特米茲山脈，最高點有2,912米。位於最西方的土库曼巴爾坎山脈及位於最東方的庫吉唐套山脈（Kugitang）是其比較重要的高地。主要河流有阿姆河、捷詹河、穆爾加布河及阿特列克河等，主要分佈在東部。於1967年建成的卡拉庫姆運河長達1,400公里，橫貫東南部並灌溉面積約30萬公頃。
土库曼斯坦位處於喜馬拉雅——地中海地震帶上，時常受地震威脅。首都阿什哈巴德曾經在1948年10月6日發生災難性的地震，導致多人罹難。
土库曼斯坦位處亞洲大陸的中心處，故此屬於典型的溫帶大陸性氣候，這裡是世界上最乾旱的地區之一。年度平均溫度為14℃-16℃，日夜和冬夏的溫差很大，夏季氣溫長期高達35℃以上（在東南部的Karakum曾經有50℃的極端紀錄），冬季在接近阿富汗的山區Gushgy，氣溫亦可以低至-33℃。年降水量則由西北面沙漠的80毫米，遞增至東南山區的每年240毫米，雨季主要在春季（1月至5月）。科佩特山脈是全國降雨量最高的地區。

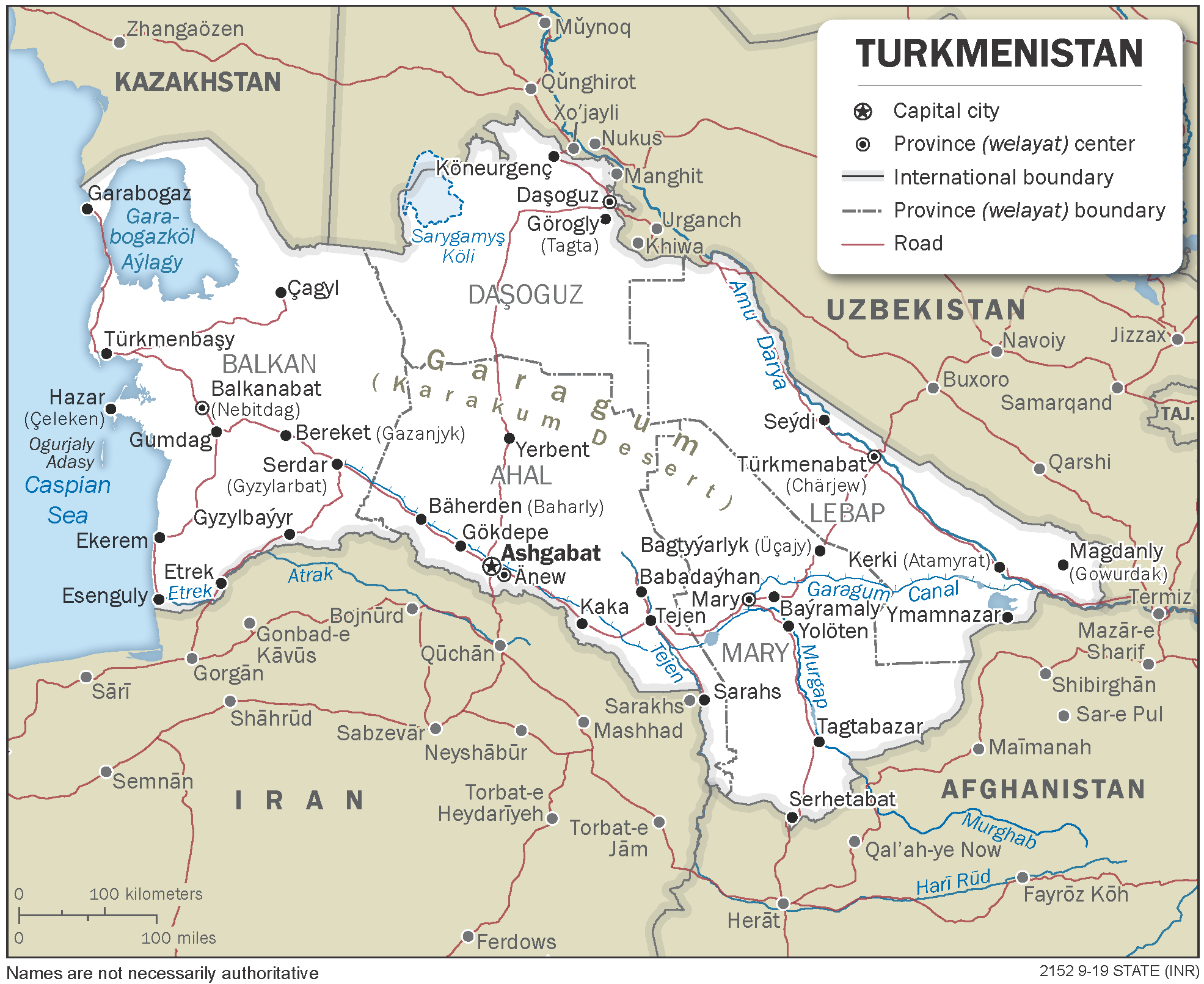

土库曼斯坦靠近裡海的海岸線有1,768公里長，貨物經水路出口須經過俄羅斯的伏爾加河和頓河。
主要城市除了首都阿什哈巴德以外，還有臨海的城市土库曼巴希（Turkmenbaşy，舊名克拉斯諾沃斯克/Krasnovodsk）及達沙古茲（Daşoguz）。

## 人口

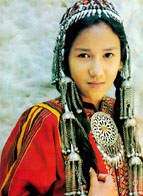
身穿民族服饰的土库曼少女

人口603万人（2020年），當中土库曼族為大多數佔77%，其次烏茲別克族佔9.2%，俄羅斯族佔6.7%，哈薩克族佔2%，其他少數民族包括亞美尼亞人、阿塞拜疆族、韃靼人、高丽人等。人口分佈極不平均，絕大部份人口聚居在城市和綠洲，當中有很多非土库曼族人在城市居住，他們是在蘇聯時期移居至土库曼斯坦的技術人員、工人等的後裔。而近三分之二的土库曼族人則住在村落。
由于土库曼政府不承认双重国籍，因此俄罗斯族大部分都已经回到俄罗斯。
土库曼族以往是遊牧民族，現多以務農為生。在沙俄入侵吞併前族人分成了多個部落，但是沙俄的兼併使部落間更團結。土库曼人的定義是父親有土库曼血統以及遜尼派穆斯林，牧人的地位比農人高，只有窮困的人才做農人，他們出售馬匹，有時出賣奴隸。

## 經濟

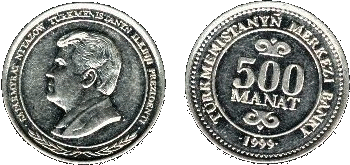
土库曼斯坦500馬納特硬幣

國內生產總值（2004年）：988兆馬納特（約合190億美元）。
人均國內生產總值（2004年）：156萬馬納特。（3,000美元）
國內生產總值增長率（2004年）：21.4%。
- 貨幣名稱：馬納特（Manat）
- 匯率：1美元＝23,700馬納特（2006年黑市匯率，官方匯率為1：5,200）。

土库曼斯坦擁有豐富的天然氣（世界第五）和石油資源，石油天然氣工業為該國的支柱產業。而農業方面則以種植棉花和小麥為主，亦有畜牧業（阿卡爾特克馬、卡拉庫爾羊）。

### 旅遊

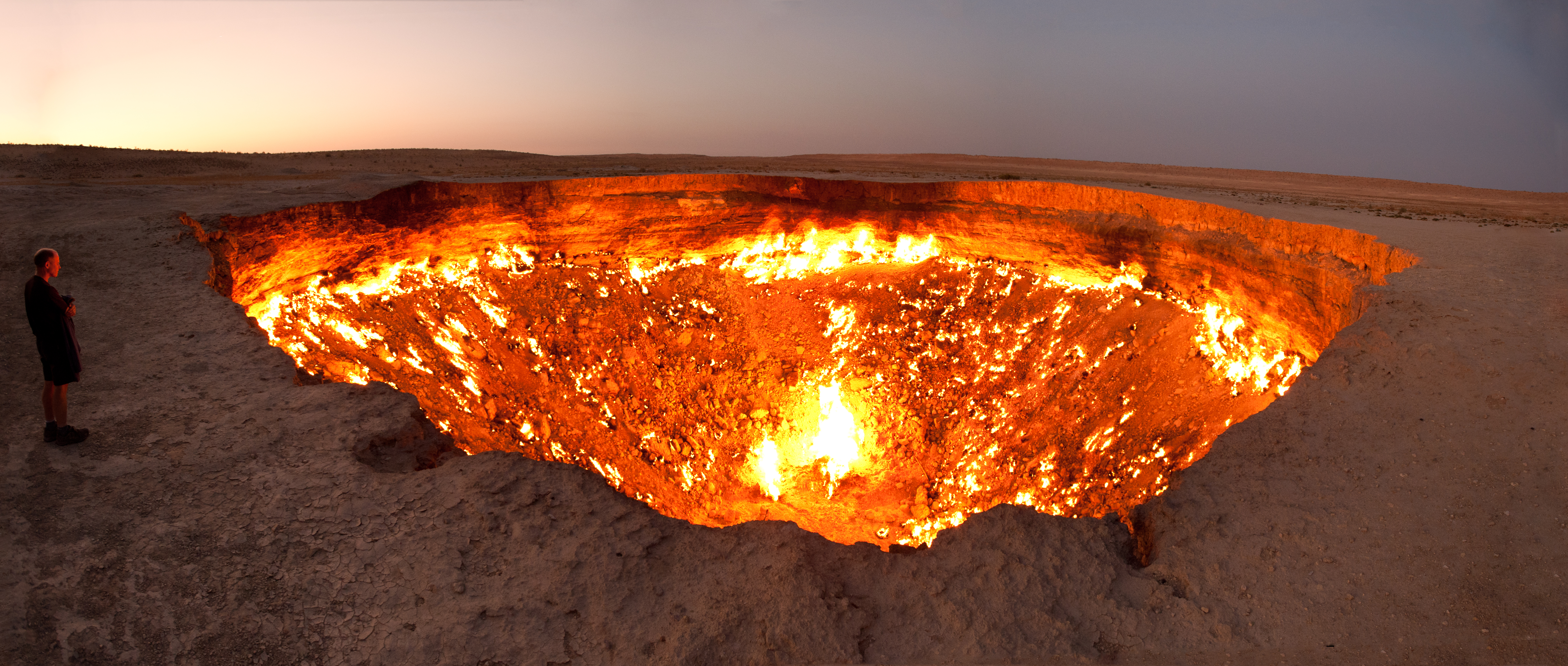
燃燒中的地獄之門氣坑全景圖

土库曼的旅遊業，尤其是醫療觀光，在土库曼創造了裏海的Avaza旅遊區後快速成長。大部分访问土库曼的遊客都需要在入境前透過當地的旅行社獲得簽證。土库曼的旅遊行程時常包含達沙古茲、庫尼亞烏爾根奇、尼薩、梅爾夫、馬雷、Avaza的海灘旅遊以及在Mollakara、Yylly suw、Archman等地舉行的慶典。

## 文化

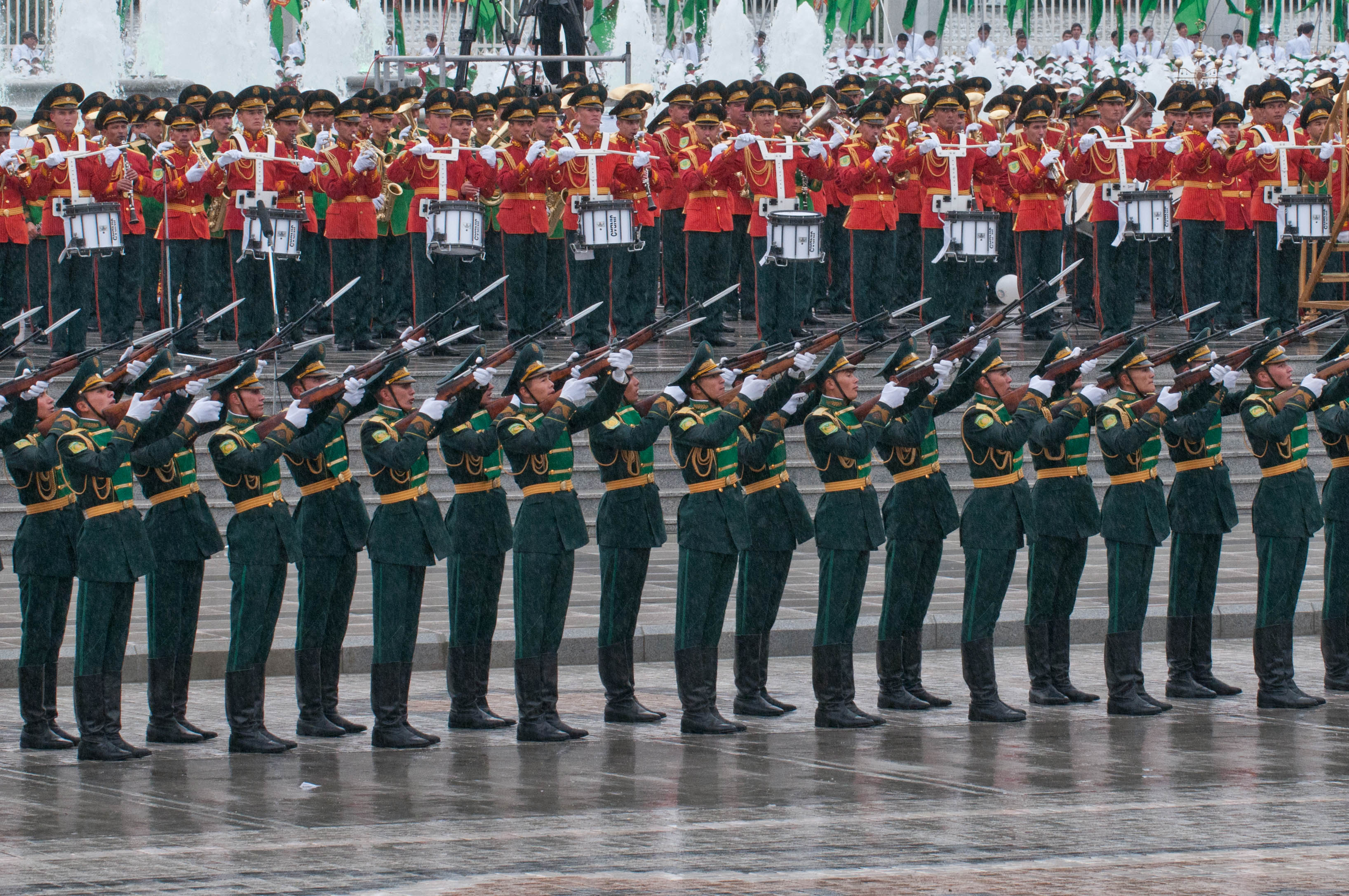
國慶閱兵

在18世紀之前，土库曼地區受伊斯蘭文化影響。18世紀沙俄侵佔中亞並派俄羅斯人到中亞開墾發展，俄羅斯的文化影響漸漸滲透。但自蘇聯瓦解、土库曼斯坦成為獨立國家之後，由於俄羅斯在當地影響力逐減和國家大力提倡伊斯蘭文化，令兩者此消彼長。

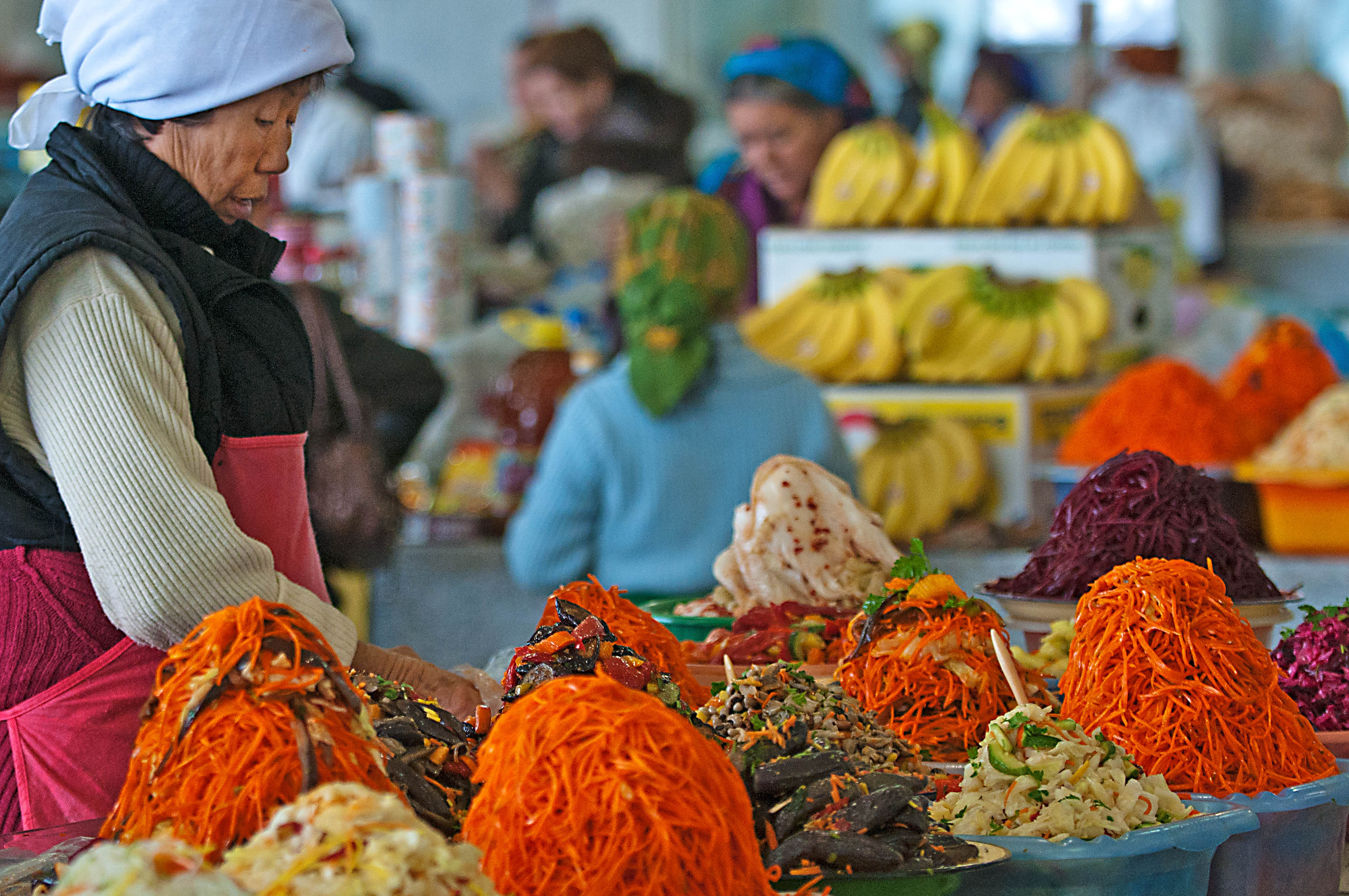
土库曼市场上贩卖的高麗胡蘿蔔菜

### 宗教
土库曼和鄰近國家烏茲別克斯坦、阿富汗和伊朗一樣為伊斯蘭文化圈 。根據“中情局世界概況”，伊斯兰教為该国的主要宗教，佔總人口89%，主要是遜尼派穆斯林。另外的9%人口為東正教基督徒。但在強權總統薩帕爾穆拉特·阿塔耶維奇·尼亞佐夫的統治下，大力提倡伊斯蘭文化，使信奉東正教的少數俄羅斯人逐漸移出土库曼斯坦，以致東正教在該國的影響力漸衰。
絕大多數的土庫曼人認定自己是穆斯林，承認伊斯蘭教是其文化遺產不可分割的一部分。但是，有些人只是支持恢復宗教地位，僅僅作為土庫曼民族復興的一部分。

### 語言
土库曼語為官方語言，與土耳其语、阿塞拜疆语等语言同屬突厥語系烏古斯語支南支，主要有帖金、约木特、埃尔萨里、撒劳尔、萨雷克等方言，现代的土库曼语形成于1917年前后，曾使用阿拉伯字母、西里尔字母书写，1996年起使用改良后的拉丁字母书写至今:6-7。由于历史因素，俄語在土库曼斯坦仍然通用:6-7，也是该国使用最广泛的外语之一，但其使用率已经不如独立初期。另外在烏茲別克族群聚居地方亦流行烏茲別克語。

### 媒体
1992年5月，土库曼斯坦通过的宪法规定保障人民新聞與言論的自由。但土库曼斯坦政府也实行媒体内容审查，僅允許國營媒體運作，發布批評政府言論者可遭司法機關治罪。故媒体也被視為土库曼斯坦政府的揚聲器，以向該國民眾傳播國家的政策，以及政府的運作狀況為主要任務:98。自非政府組織無國界記者发布新聞自由指數以来，土库曼斯坦就一直被评为「新聞不自由」的国家，该国一些公民记者甚至因言获罪。
自1994年地方商业电视台关闭以来，土库曼斯坦所有的广播电视台皆分布在首都阿什哈巴德，并先后由该国文化和广播部，电视、广播和电影国家委员会主管，现拥有7个电视频道及4个广播电台:98-99，而电视节目皆通过MonacoSAT通信卫星上星播出:83-84。由于土库曼斯坦政府对衛星電視接收器的管制严格，因此该国的电视播出渠道也相对单一，民众也无法收看到非本国的电视频道:83。

### 名勝
- 梅尔夫

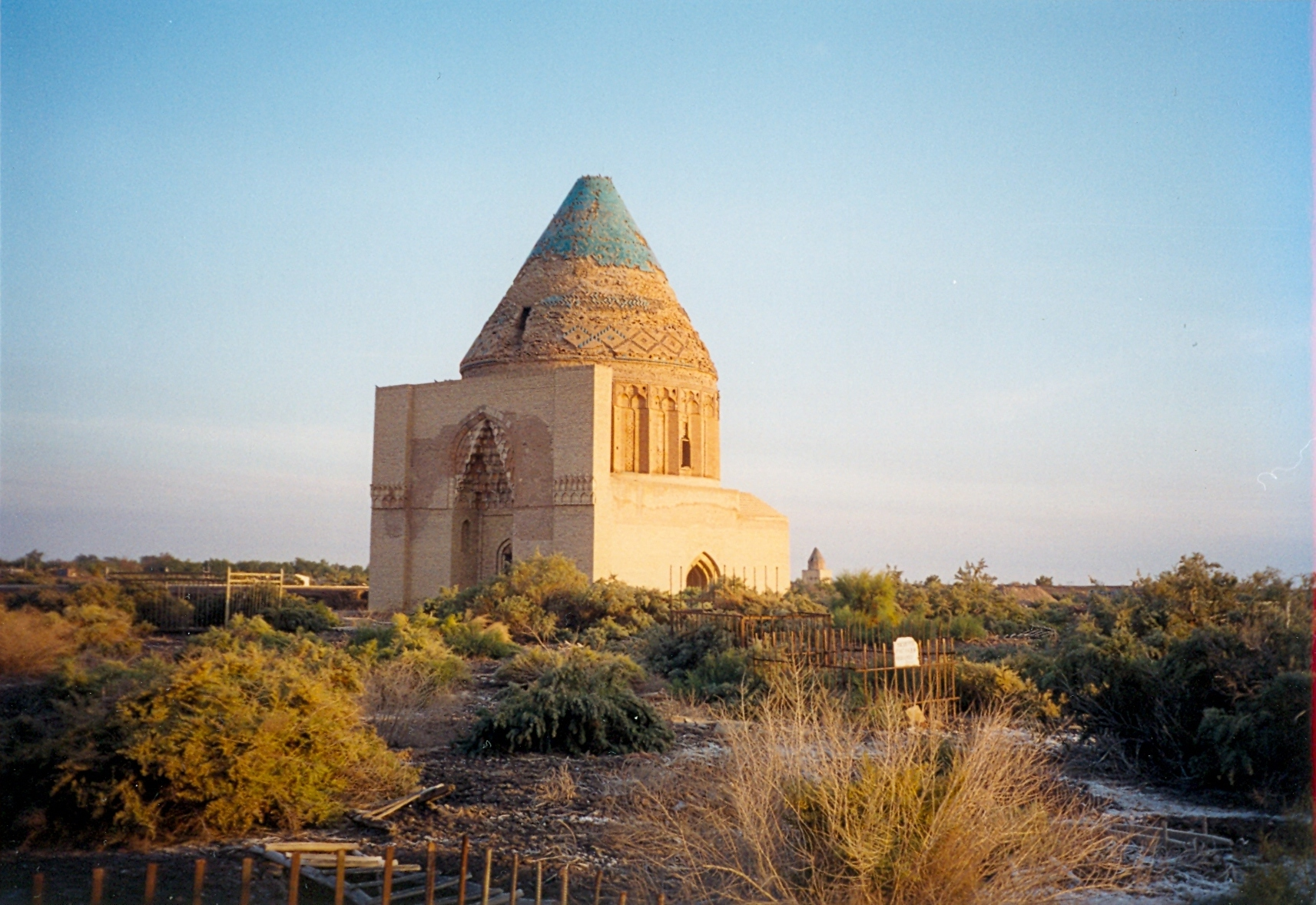
位於基奧涅烏爾根奇的塔乞失陵寢

- 基奧涅烏爾根奇，花剌子模古都，旧称玉龙杰赤
- 尼薩帕提亞要塞

## 人權
2021年，土库曼斯坦在新闻自由指数上得80.03分，在参评的180个国家和地区中排名倒数第三，属于新闻不自由。
土库曼斯坦网际网络审查严厉，政府严格控制民众接触国外网站。2009年12月25日，土库曼政府以安全问题为由封锁了YouTube及LiveJournal。此外，Twitter等外国网站也在土库曼不能正常访问。

### 宗教自由
土庫曼斯坦憲法保障宗教自由，但是實際上仍然存在问题。薩帕爾穆拉特·阿塔耶維奇·尼亞佐夫在任期间的精神著作《魯赫納瑪》被强加入土库曼社會。政府亦规定教堂與清真寺必須如同对待《聖經》與《古兰经》一样保存該書。在一些伊瑪目認為该承諾將會褻瀆神靈而拒絕順從後，土庫曼政府毀壞了部分清真寺。土庫曼斯坦當局亦嚴厲管制所有宗教團體，其中，耶和華見證人信徒被罰款和監禁，并遭受了酷刑。美国国务院更因此将土库曼斯坦列入宗教自由“特别关注国”名单。

## 交通

### 铁路运输
截至2014年土库曼斯坦有4,980（3,090英里）的铁路线，大部分是靠近北部和南部边境。

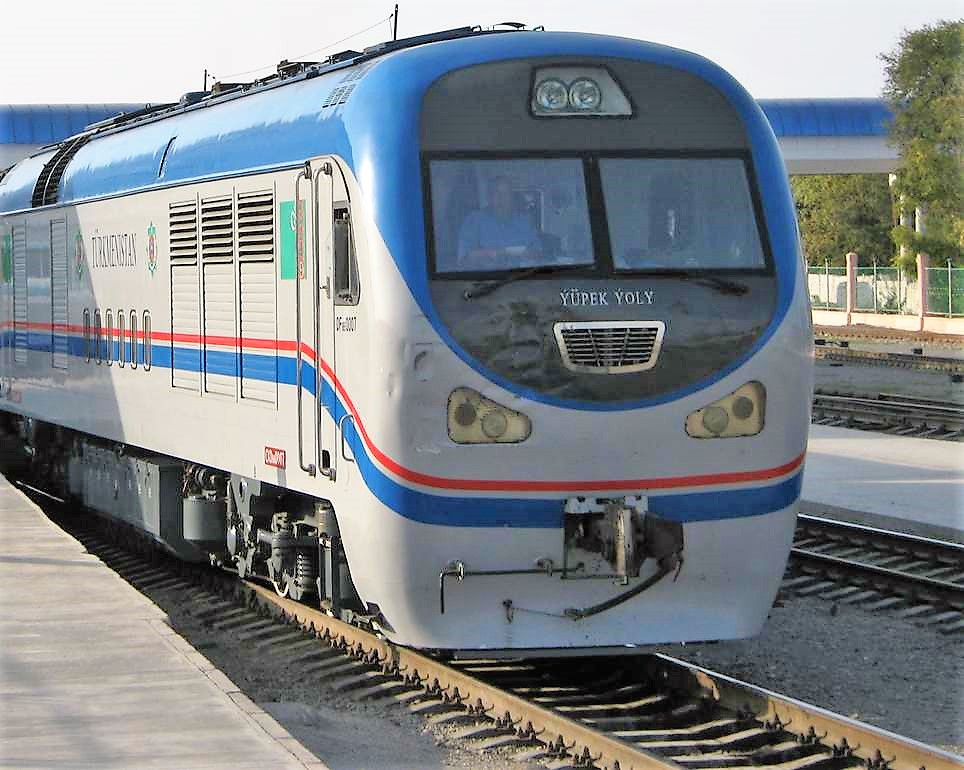
土库曼斯坦铁路内燃机车CKD9A

1996年，土库曼斯坦和伊朗修建了由土库曼通往伊朗馬什哈德的铁路，将中亚、俄罗斯等地的铁路系统与南亚、波斯湾连接起来。2006年，土库曼政府开始修建跨卡拉庫姆沙漠鐵路，該鐵路将阿什哈巴德和达沙古兹连接起来。
土库曼国内诸铁路路线中，土庫曼納巴德至土庫曼巴希线路为复线铁路，其余为单线铁路。均未电气化。

### 航空运输
阿什哈巴德国际机场为该国最主要的国际机场，也是土库曼斯坦航空公司的总部所在地。

## 延伸阅读
[在维基数据编辑]
 《欽定古今圖書集成·方輿彙編·邊裔典·末祿部》，出自陈梦雷《古今圖書集成》

## 参閲
- 土庫曼斯坦節日
- 鲁赫纳玛

## 外部連結
- Turkmenistan （页面存档备份，存于）. The World Factbook. Central Intelligence Agency.
- Modern Turkmenistan photos （页面存档备份，存于）
- Turkmenistan at UCB Libraries GovPubs
- 中的“土库曼斯坦”
- Turkmenistan profile （页面存档备份，存于） from the BBC News
- 維基媒體的Turkmenistan地圖集
- OpenStreetMap online atlas of Turkmenistan （页面存档备份，存于）
- OpenStreetMap wiki article on Turkmenistan （页面存档备份，存于）
- 维基导游上有關土库曼斯坦的旅行指南
- Key Development Forecasts for Turkmenistan （页面存档备份，存于） from International Futures

政府
- Turkmenistan government information portal （页面存档备份，存于）
- Chief of State and Cabinet Members
- Tourism Committee of Turkmenistan

其它
- "Chronicles of Turkmenistan". Publication of Turkmen Initiative for Human Rights. （页面存档备份，存于）
- Official photo gallery from Turkmenistan and Ashgabat （页面存档备份，存于）
- daily news and analysis in Turkish English and Turkmen （页面存档备份，存于）